# Lijst van voetbalinterlands Madagaskar - Mauritius
Deze lijst van voetbalinterlands is een overzicht van alle officiële voetbalwedstrijden tussen de nationale teams van Madagaskar en Mauritius. De landen hebben tot op heden 26 keer tegen elkaar gespeeld. De eerste ontmoeting, een kwalificatiewedstrijd voor de Afrika Cup 1972, vond plaats op 15 november 1970 in Antananarivo. Het laatste duel, een groepswedstrijd tijdens de COSAFA Cup 2008, werd gespeeld in Witbank (Zuid-Afrika) op 23 juli 2008.

## Wedstrijden
| №  | Plaats                | Datum             | Competitie                          | Wedstrijd              | Uitslag |
| -- | --------------------- | ----------------- | ----------------------------------- | ---------------------- | ------- |
| 1  | Antananarivo          | 15 november 1970  | Afrika Cup 1972 kwalificatie        | Madagaskar − Mauritius | 2 − 1   |
| 2  | Port Louis            | 29 november 1970  | Afrika Cup 1972 kwalificatie        | Mauritius − Madagaskar | 4 − 1   |
| 3  | Antananarivo          | 28 maart 1971     | Vriendschappelijk                   | Madagaskar − Mauritius | 3 − 0   |
| 4  | Antananarivo          | 27 juni 1971      | Vriendschappelijk                   | Madagaskar − Mauritius | 1 − 1   |
| 5  | Antananarivo          | 14 september 1980 | Afrika Cup 1982 kwalificatie        | Madagaskar − Mauritius | 0 − 0   |
| 6  | Curepipe              | 28 september 1980 | Afrika Cup 1982 kwalificatie        | Mauritius − Madagaskar | 1 − 1   |
| 7  | Port Louis            | 14 juli 1981      | Vriendschappelijk                   | Mauritius − Madagaskar | 0 − 0   |
| 8  | Antananarivo          | 10 juli 1983      | Vriendschappelijk                   | Madagaskar − Mauritius | 1 − 1   |
| 9  | Curepipe              | 29 augustus 1985  | Vriendschappelijk                   | Mauritius − Madagaskar | 3 − 1   |
| 10 | Dar es Salaam         | 5 april 1987      | Afrikaanse Spelen 1987 kwalificatie | Madagaskar − Mauritius | 2 − 1   |
| 11 | Curepipe              | 19 april 1987     | Afrikaanse Spelen 1987 kwalificatie | Mauritius − Madagaskar | 2 − 1   |
| 12 | Antananarivo          | 1 september 1990  | Vriendschappelijk                   | Madagaskar − Mauritius | 5 − 1   |
| 13 | Roche Caiman          | 24 augustus 1993  | Vriendschappelijk                   | Madagaskar − Mauritius | 2 − 1   |
| 14 | Beau Bassin-Rose Hill | 25 mei 1996       | Vriendschappelijk                   | Mauritius − Madagaskar | 0 − 0   |
| 15 | Saint-Pierre          | 13 augustus 1998  | Vriendschappelijk                   | Madagaskar − Mauritius | 2 − 0   |
| 16 | Alarobia              | 20 juni 2000      | Vriendschappelijk                   | Madagaskar − Mauritius | 1 − 1   |
| 17 | Alarobia              | 24 juni 2000      | Vriendschappelijk                   | Madagaskar − Mauritius | 1 − 0   |
| 18 | Belle Vue             | 16 maart 2002     | COSAFA Cup 2002                     | Mauritius − Madagaskar | 2 − 3   |
| 19 | Port Louis            | 12 oktober 2002   | Afrika Cup 2004 kwalificatie        | Mauritius − Madagaskar | 0 − 1   |
| 20 | Antananarivo          | 22 februari 2003  | COSAFA Cup 2003                     | Madagaskar − Mauritius | 2 − 1   |
| 21 | Antananarivo          | 6 juli 2003       | Afrika Cup 2004 kwalificatie        | Madagaskar − Mauritius | 0 − 2   |
| 22 | Curepipe              | 30 augustus 2003  | Vriendschappelijk                   | Mauritius − Madagaskar | 3 − 1   |
| 23 | Curepipe              | 26 februari 2005  | COSAFA Cup 2005                     | Mauritius − Madagaskar | 2 − 0   |
| 24 | Antananarivo          | 23 oktober 2005   | Vriendschappelijk                   | Madagaskar − Mauritius | 2 − 0   |
| 25 | Curepipe              | 9 maart 2008      | Vriendschappelijk                   | Mauritius − Madagaskar | 1 − 2   |
| 26 | Witbank               | 23 juli 2008      | COSAFA Cup 2008                     | Madagaskar − Mauritius | 2 − 1   |

## Samenvatting
| Competitie                     | Totaal gespeeld | Winst Madagaskar | Gelijk | Winst Mauritius | Doelsaldo Madagaskar – Mauritius |
| ------------------------------ | --------------- | ---------------- | ------ | --------------- | -------------------------------- |
| Afrika Cup-kwalificatie        | 6               | 2                | 2      | 2               | 5 − 8                            |
| Afrikaanse Spelen-kwalificatie | 2               | 1                | 0      | 1               | 3 − 3                            |
| COSAFA Cup                     | 4               | 3                | 0      | 1               | 7 − 6                            |
| Vriendschappelijk              | 14              | 7                | 5      | 2               | 23 − 12                          |
| Totaal                         | 26              | 13               | 7      | 6               | 38 − 29                          |

FMF · A-internationals · Malagassisch vrouwenelftal
1960 – 1969 ·
1970 – 1979 ·
1980 – 1989 ·
1990 – 1999 ·
2000 – 2009 ·
2010 – 2019 ·
2020 − 2029
1963 ·
1964 ·
1965 ·
1966 · 
1967 ·
1968 ·
1969 · 
1970 · 
1971 · 
1972 ·
1973 · 
1974 ·
1975 ·
1976 ·
1977 ·
1978 · 
1979 ·
1980 · 
1981 · 
1982 ·
1983 · 
1984 ·
1985 · 
1986 ·
1987 ·
1988 ·
1989 ·
1990 ·
1991 ·
1992 ·
1993 ·
1994 · 
1995 ·
1996 ·
1997 ·
1998 ·
1999 · 
2000 · 
2001 · 
2002 · 
2003 · 
2004 · 
2005 · 
2006 · 
2007 · 
2008 · 
2009 · 
2010 · 
2011 · 
2012 · 
2013 ·
2014 ·
2015 ·
2016 ·
2017 ·
2018 ·
2019 ·
2020 ·
2021 ·
2022 ·
2023 ·
2024
Algerije ·
Angola ·
Benin ·
Botswana ·
Burkina Faso ·
Burundi ·
Centraal-Afrikaanse Republiek ·
Comoren ·
Congo-Brazzaville ·
Congo-Kinshasa ·
Egypte ·
Equatoriaal-Guinea ·
Ethiopië ·
Gabon ·
Gambia ·
Ghana ·
Guinee ·
Iran ·
Ivoorkust ·
Kaapverdië ·
Kameroen ·
Kenia ·
Kosovo ·
Lesotho ·
Liberia ·
Luxemburg ·
Malawi · 
Mali · 
Mauritanië ·
Mauritius · 
Mozambique · 
Namibië · 
Niger ·
Nigeria · 
Oeganda · 
Rwanda ·
Sao Tomé en Principe ·
Senegal ·
Seychellen · 
Soedan ·
Swaziland · 
Tanzania · 
Togo · 
Tsjaad ·
Tunesië · 
Zambia · 
Zimbabwe · 
Zuid-Afrika
MFA · Mauritiaans vrouwenelftal
1947 – 1959 · 
1960 – 1969 · 
1970 – 1979 · 
1980 – 1989 · 
1990 – 1999 · 
2000 – 2009 · 
2010 – 2019 ·
2020 – 2029
Angola ·
Botswana ·
Burundi ·
Comoren ·
Congo-Brazzaville ·
Congo-Kinshasa ·
Djibouti ·
Egypte ·
Equatoriaal-Guinea ·
Ethiopië ·
Fiji ·
Gabon ·
Ghana ·
Guinee ·
Hongkong ·
India ·
Indonesië ·
Ivoorkust ·
Kaapverdië ·
Kameroen ·
Kenia ·
Lesotho ·
Liberia ·
Libië ·
Macau ·
Madagaskar ·
Malawi ·
Malediven ·
Mauritanië ·
Mongolië ·
Mozambique ·
Namibië ·
Nepal ·
Nieuw-Caledonië ·
Oeganda ·
Pakistan ·
Qatar ·
Rwanda ·
Saint Kitts en Nevis ·
Sao Tomé en Principe ·
Senegal ·
Seychellen ·
Singapore ·
Soedan ·
Swaziland ·
Syrië ·
Tanzania ·
Togo ·
Tsjaad ·
Tunesië ·
Zambia ·
Zimbabwe ·
Zuid-Afrika